# Tony Rafty
Tony Rafty (Paddington, Új-Dél-Wales, 1915.október 12. – Sydney, 2015. október 9.) ausztrál karikaturista, hadszíntéri tudósító.

## Korai évei
Görög szülőktől származott, eredeti neve: Tony Raftopoulos. Első rajzait a nagy gazdasági világválság idején készítette, mikor ütőcipelőként dolgozott golfpályákon.

## II. világháború
A második világháború idején Új-Guineában, Borneón és Szingapúrban szolgált, mint az ausztrál hadsereg művésze és újságírója. Vázlatokat készített a japánok kivonulásáról Szingapúr városából és a hadifoglyok kiszabadításáról, többek közt a Batu Lintang táborból. Nevezetes alkotása a Lord Louis Mountbattent ábrázoló rajza.
Pár év múlva jelen volt az indonéz függetlenségi háborúban és Sukarno elnököt támogatta. Jelentős számú munkája maradt fenn ebből az időszakból, amelyeket ma a Nemzeti Könyvtárban (National Library), az Ausztrál Háborús Emlékhelyen (Australian War Memorial) és a Királyi Háborús Múzeumban (Imperial War Museum) őriznek.

## A háború után
Rafty politikusokról és művészekről készített karikatúrákat. Ott volt és alkotott az összes olimpián 1948-tól 1996-ig.
Munkáit világszerte elismerték, több mint 15 000 rajza jelent meg különböző újságokban és magazinokban.
1981-ben az első karikaturista lett a világon akinek grafikáit egy ország a bélyegeire tette. Az Ausztrál Posta Victor Trumpert, Walter Lindrumot, Sir Norman Brooks-ot és Darby Munrót ábrázoló rajzait választotta ki.
Rajzai megtalálhatóak az egyik ausztrál televíziós csatorna tanácstermének falán is.

## Társadalmi tevékenységek
Alapító tagja volt az Ausztrál Fehér és Színesbőrű Művészek Klubjának (Australian Black and White Artists Club), éveken át a klub elnöki posztját is betöltötte. 23 évig volt igazgatótanácsi tag a Sydney-i Újságíró Klubban, ahol szintén betöltötte az elnöki tisztet is évekig. Tagja volt az Ausztrál Háborús Tudósítók Társaságának (Australian War Correspondents’ Association). Még ma is vezeti az Anzac-napi felvonulást.